# Nagy László Krisztián
Nagy László magyar kommunikációs és reklámszakember, gyermekkönyvíró.
Több mint húszéves tapasztalattal rendelkezik a reklámiparban, 2025-ben az ACG Budapest kreatívigazgatója. Pályafutását szövegíróként kezdte az Ogilvy Budapestnél, majd 2003 és 2012 között a Saatchi & Saatchi-nál dolgozott kreatív gondolkodóként, vezető szövegíróként, később kreatívigazgatóként. 2012 óta vezeti az ACG Budapest kreatív részlegét, amely időszak alatt az ügynökség háromszor nyerte el a "Legkreatívabb ügynökség Magyarországon" címet, és kétszer lett a világ leghatékonyabb független ügynöksége. 
Nagy László számos hazai és nemzetközi díjjal büszkélkedhet, többek között Clio (Bronz), Golden Drum (Ezüst, Arany, Film Grand Prix), Golden Hammer, Eurobest, Epica és New York Festival elismerésekkel. Emellett ő indította útjára Magyarország egyik legsikeresebb reklámblogját, az Addict blogot. Aktívan részt vesz a fiatal tehetségek mentorálásában, mind az ügynökségen belül, mind azon kívül, és rendszeresen közreműködik magyarországi tehetséggondozó programokban. 
Írói munkássága során Nagy László Krisztián néven publikál gyermekkönyveket a Manó Könyvek kiadónál. Első könyve, Az erdei focibajnokság 2019-ben jelent meg, egy szórakoztató kalandregény a futball világáról, és azóta is népszerű a fiatal olvasók körében.
Nagy László Krisztián a Foci, suli, haverok című ifjúsági könyvsorozat szerzője, amely a fiatal olvasók körében népszerű témákat, mint a barátság, az iskolai élet és a futball, dolgoz fel. A sorozat első kötete, Csavard be, mint Domi!, 2024-ben jelent meg, bemutatva Tátrai Domi történetét, aki ötödikesként új iskolába kerül, és csatlakozik az osztály focicsapatához. A második kötet, Domi, a kapitány, szintén 2024-ben látott napvilágot, és Domi csapatkapitánnyá válásának kihívásait követi nyomon. Mindkét könyvet Oravecz Gergely illusztrálta, és a Manó Könyvek Kiadó gondozásában jelentek meg.